# Gromotulja
Gromotulja (turica lat. Alyssum), rod jednogodišnjeg i dvogodišnjeg raslinja, trajnica ili polugrmova iz porodice Brassicaceae. Postoji preko 110 vrsta rasprostranjenih po gotovo cijeloj Euroaziji i sjevernoj Africi. U Hrvatskoj raste oko 20 vrsta i podvrsta: čaškasta gromotulja, svinuta gromotulja, oštrodlakava gromotulja, turica povaljena, siva gromotulja i druge.
Nije isto što i gromotuljka (Alyssoides).

## Vrste
1. Alyssum aizoides Boiss.
2. Alyssum alyssoides (L.) L.
3. Alyssum amasianum Karabacak & A.Duran
4. Alyssum anamense Velen.
5. Alyssum andinum Rupr.
6. Alyssum argyrophyllum Schott & Kotschy
7. Alyssum armenum Boiss.
8. Alyssum artvinense N.Busch
9. Alyssum atlanticum Desf.
10. Alyssum aurantiacum Boiss.
11. Alyssum austrodalmaticum Trinajstic
12. Alyssum baumgartnerianum Bornm. ex Baumg.
13. Alyssum blancheanum Gomb.
14. Alyssum bornmuelleri Hausskn. ex Degen
15. Alyssum bosniacum Beck
16. Alyssum bulbotrichum Hausskn. & Bornm.
17. Alyssum cacuminum Španiel, Marhold & Lihová
18. Alyssum caespitosum Baumg.
19. Alyssum calycocarpum Rupr.
20. Alyssum cephalotes Boiss.
21. Alyssum collinum Brot.
22. Alyssum contemptum Schott & Kotschy
23. Alyssum corningii T.R.Dudley
24. Alyssum cuneifolium Ten.
25. Alyssum dagestanicum Rupr.
26. Alyssum damascenum Boiss. & Gaill.
27. Alyssum dasycarpum Stephan ex Willd.
28. Alyssum degenianum Nyár.
29. Alyssum desertorum Stapf
30. Alyssum diffusum Ten.
31. Alyssum dimorphosepalum Eig
32. Alyssum doerfleri Degen
33. Alyssum erosulum Gennari & Pestal. ex Clem.
34. Alyssum fastigiatum Heywood
35. Alyssum flexicaule Jord.
36. Alyssum foliosum Bory & Chaub.
37. Alyssum fulvescens Sm.
38. Alyssum gallaecicum (S.Ortiz) Španiel, Marhold & Lihová
39. Alyssum granatense Boiss. & Reut.
40. Alyssum gustavssonii Hartvig
41. Alyssum hajastanum Avet.
42. Alyssum handelii Hayek
43. Alyssum harputicum T.R.Dudley
44. Alyssum hezarmasjedense Kavousi & Nazary
45. Alyssum hirsutum M.Bieb.
46. Alyssum idaeum Boiss. & Heldr.
47. Alyssum iljinskae V.I.Dorof.
48. Alyssum iranicum Hausskn. ex Baumg.
49. Alyssum kaynakiae Yilmaz
50. Alyssum klimesii Al-Shehbaz
51. Alyssum lanceolatum Baumg.
52. Alyssum lassiticum Halácsy
53. Alyssum lenense Adams
54. Alyssum lepidotostellatum (Hausskn. & Bornm.) T.R.Dudley
55. Alyssum lepidotum Boiss.
56. Alyssum loiseleurii P.Fourn.
57. Alyssum luteolum Pomel
58. Alyssum lycaonicum (O.E.Schulz) T.R.Dudley
59. Alyssum macrocalyx Coss. & Durieu
60. Alyssum macropodum Boiss. & Balansa
61. Alyssum mazandaranicum Mirzadeh & Assadi
62. Alyssum minutum Schltdl. ex DC.
63. Alyssum misirdalianum Orcan & Binzet
64. Alyssum moellendorfianum Asch. ex Beck
65. Alyssum montanum L.
66. Alyssum montenegrinum (Bald.) Španiel, Lihová & Marhold
67. Alyssum mouradicum Boiss. & Balansa
68. Alyssum muelleri Boiss. & Buhse
69. Alyssum musilii Velen.
70. Alyssum neglectum Magauer, Frajman & Schönsw.
71. Alyssum nezaketiae Aytaç & H.Duman
72. Alyssum niveum T.R.Dudley
73. Alyssum ochroleucum Boiss. & A.Huet
74. Alyssum orophilum Jord. & Fourr.
75. Alyssum paphlagonicum (Hausskn.) T.R.Dudley
76. Alyssum persicum Boiss.
77. Alyssum pirinicum (Stoj. & Acht.) Ancev
78. Alyssum pluscanescens (Raim. ex Jos.Baumgartner) Španiel, Lihová & Marhold
79. Alyssum pogonocarpum Carlström
80. Alyssum praecox Boiss. & Balansa
81. Alyssum propinquum Baumg.
82. Alyssum pseudomouradicum Hausskn. & Bornm. ex Baumg.
83. Alyssum pulvinare Velen.
84. Alyssum reisseri Velen.
85. Alyssum repens Baumg.
86. Alyssum rhodanense Jord. & Fourr.
87. Alyssum rossetii Španiel, Bovio & K.Kaplan
88. Alyssum rostratum Steven
89. Alyssum scutigerum Durieu
90. Alyssum serpyllifolium Desf.
91. Alyssum siculum Jord.
92. Alyssum simplex Rudolphi
93. Alyssum simulans Runemark ex Hartvig
94. Alyssum smyrnaeum C.A.Mey.
95. Alyssum sphacioticum Boiss. & Heldr.
96. Alyssum spruneri Jord. & Fourr.
97. Alyssum stapfii Vierh.
98. Alyssum strictum Willd.
99. Alyssum strigosum Banks & Sol.
100. Alyssum sulphureum T.R.Dudley & Hub.-Mor.
101. Alyssum szovitsianum Fisch. & C.A.Mey.
102. Alyssum taygeteum Heldr.
103. Alyssum tenium Halácsy
104. Alyssum tetrastemon Boiss.
105. Alyssum thymops (Hub.-Mor. & Reese) T.R.Dudley
106. Alyssum trichocarpum T.R.Dudley & Hub.-Mor.
107. Alyssum trichostachyum Rupr.
108. Alyssum turkestanicum Regel & Schmalh.
109. Alyssum umbellatum Desv.
110. Alyssum vernale Kit. ex Hornem.
111. Alyssum wierzbickii Heuff.
112. Alyssum wulfenianum Willd.
113. Alyssum xanthocarpum Boiss.

## Sinonimi
- Adyseton Adans.
- Alysson Crantz
- Gamosepalum Hausskn.
- Ladakiella D.A.German & Al-Shehbaz
- Moenchia Roth
- Psilonema C.A.Mey.